# Gérard Delbeke
Gérard Delbeke (* 1. September 1903 in Ruiselede; † 22. Oktober 1977) war ein belgischer Fußballspieler.

## Spielerkarriere

### Verein
Von 1923 bis 1933 spielte Delbeke für den FC Brügge als Stürmer, zunächst bis Saisonende 1925/26 in der 1. Division, danach bis Saisonende 1927/28, in der Division d’Honneur. Die Saison 1928/29 verbracht er – abstiegsbedingt – in der nunmehr zweitklassigen 1. Division, aus der er mit seiner Mannschaft als Meister in die Division d’Honneur zurückkehrte. Zum Ende seiner Spielerkarriere – mit Ablauf der Saison 1932/33 – stieg sein Verein erneut in die Zweitklassigkeit ab.

### Nationalmannschaft
Delbeke gehörte 1930 zum Aufgebot für die erstmals ausgetragene Weltmeisterschaft 1930 in Uruguay. Das Premierenturnier, zu dem sich aufgrund unterschiedlicher Umstände nur 13 Mannschaften – darunter vier aus Europa – eingefunden hatten, wurde in drei Gruppen zu drei Mannschaften, die Gruppe 1 mit vier Mannschaften, ausgetragen. Delbeke bestritt ein Spiel von zwei möglichen Spielen der Gruppe 4. Im Estadio Centenario von Montevideo unterlag er mit seiner Mannschaft am 20. Juli mit 0:1 gegen die Nationalmannschaft Paraguays.

### Erfolge
- Zweitligameister 1929 und Aufstieg in die Division d’Honneur

## Trainerkarriere
Nach dem Ende seiner Spielerkarriere blieb er in Brügge und löste Hector Goetinck als Trainer des FC Brügge zur Zweitligasaison 1933/34 ab. Von 1939 bis 1945 war er ein zweites Mal Trainer des FC Brügge.